# Jacobi-Symbol
Das Jacobi-Symbol, benannt nach Carl Gustav Jacob Jacobi, ist eine Verallgemeinerung des Legendre-Symbols. Das Jacobi-Symbol kann wiederum zum Kronecker-Symbol verallgemeinert werden. Die Notation ist die gleiche wie die des Legendre-Symbols:
{\displaystyle \left({\frac {a}{n}}\right)} oder auch {\displaystyle (a/n)}
Um zwischen dem Legendre-Symbol und dem Jacobi-Symbol zu unterscheiden, schreibt man auch {\displaystyle L(a,p)} und {\displaystyle J(a,n)}.
Dabei muss {\displaystyle n} im Gegensatz zum Legendre-Symbol keine Primzahl sein, allerdings muss es eine ungerade natürliche Zahl sein. Für {\displaystyle a} sind beim Jacobi-Symbol wie beim Legendre-Symbol alle ganzen Zahlen zugelassen.

## nist eine Primzahl
Falls {\displaystyle n} eine Primzahl ist, ist das Jacobi-Symbol nach Definition gleich dem Legendre-Symbol:
{\displaystyle \left({\frac {a}{n}}\right)={\begin{cases}1&{\mbox{wenn }}a{\mbox{ ein quadratischer Rest modulo }}n{\mbox{ ist}}\\-1&{\mbox{wenn }}a{\mbox{ ein quadratischer Nichtrest modulo }}n{\mbox{ ist}}\\0&{\mbox{wenn }}n{\mbox{ ein Teiler von }}a{\mbox{ ist (also }}a{\mbox{ kongruent }}0{\mbox{ modulo }}n{\mbox{)}}\end{cases}}}

## nist keine Primzahl
Ist die Primfaktorzerlegung von {\displaystyle n=p_{1}^{\nu _{1}}\cdot p_{2}^{\nu _{2}}\cdots p_{k}^{\nu _{k}}}, so definiert man
{\displaystyle \left({\frac {a}{n}}\right)=\left({\frac {a}{p_{1}}}\right)^{\nu _{1}}\cdots \left({\frac {a}{p_{k}}}\right)^{\nu _{k}}.}
Für {\displaystyle n=1} wird üblicherweise {\displaystyle \left({\frac {a}{1}}\right)=1} gesetzt (leeres Produkt).
Beispiel:
{\displaystyle \left({\frac {11}{91}}\right)=\left({\frac {11}{7}}\right)\cdot \left({\frac {11}{13}}\right)=\left({\frac {4}{7}}\right)\cdot \left({\frac {11}{13}}\right)=1\cdot (-1)=-1}
Achtung: Falls {\displaystyle n} keine Primzahl ist, gibt das Jacobi-Symbol nicht an, ob {\displaystyle a} ein quadratischer Rest modulo {\displaystyle n} ist (wie beim Legendre-Symbol). Eine notwendige Bedingung dafür, dass {\displaystyle a} ein quadratischer Rest modulo {\displaystyle n} ist, ist allerdings, dass das Jacobi-Symbol ungleich {\displaystyle -1} ist. Beispielsweise erhält man für vier verschiedene Reste a modulo 15 für
{\displaystyle \left({\frac {a}{15}}\right)}
den Wert 1, jedoch sind nur zwei davon Quadrate modulo 15 (man erhält für 1, 2, 4, 8 den Wert 1, Quadrate sind nur 1 und 4). Den Wert 0 erhält man siebenmal (0, 3, 5, 6, 9, 10, 12), davon sind aber auch nur vier Quadrate (0, 6, 9, 10). Übrig bleiben die vier Werte, für die man -1 erhält (7, 11, 13, 14), hier erhält man, wie bereits angesprochen, niemals ein Quadrat.

## Allgemeine Definition
Allgemein ist das Jacobi-Symbol {\displaystyle J(a,n)} über einen Charakter {\displaystyle \chi _{n}} der Gruppe {\displaystyle \mathbb {Z} /n\mathbb {Z} } definiert:
{\displaystyle \left({\frac {a}{n}}\right):={\begin{cases}\chi _{n}(a+n\mathbb {Z} )&{\mbox{falls ggT}}(a,n)=1\\0&{\mbox{sonst}}\end{cases}}}
Dabei ist {\displaystyle \chi _{n}(a+n\mathbb {Z} )} die folgende Funktion:
{\displaystyle \chi _{n}(a+n\mathbb {Z} ):=\prod _{x\in H}\varepsilon _{x}(a)}
{\displaystyle H} ist dabei ein beliebiges Halbsystem modulo {\displaystyle n}, da der Wert von {\displaystyle \chi _{n}} nicht von der Wahl des Halbsystems abhängt. {\displaystyle \varepsilon _{x}(a)} bezeichnet den Korrekturfaktor von {\displaystyle a} und {\displaystyle x} bezüglich {\displaystyle H}:
{\displaystyle \varepsilon _{x}(a):={\begin{cases}1&{\mbox{falls }}x{\mbox{ und }}a\cdot x{\mbox{ im gleichen Halbsystem liegen}}\\-1&{\mbox{sonst}}\end{cases}}}
Eine alternative Definitionsmöglichkeit liefert das Lemma von Zolotareff, nach dem das Jacobi-Symbol gleich dem Vorzeichen einer speziellen Permutation ist.

## Geschlossene Darstellung
Die folgende Formel ist eine geschlossene Darstellung des Werts des Jacobi-Symbols:
{\displaystyle \left({\frac {a}{n}}\right)=\prod _{k=1}^{{\frac {1}{2}}(n-1)}\prod _{h=1}^{{\frac {1}{2}}(a-1)}\operatorname {sgn} \left(\left({\frac {k}{n}}-{\frac {h}{a}}\right)\left({\frac {k}{n}}+{\frac {h}{a}}-{\frac {1}{2}}\right)\right)}
Zur effektiven Berechnung ist diese Formel jedoch wenig geeignet, da sie für größere {\displaystyle a,n} schnell sehr viele Faktoren aufweist.

## Effiziente Berechnung des Jacobi-Symbols
In den meisten Fällen, in denen man die Berechnung des Jacobi-Symbols benötigt, so beim Solovay-Strassen-Test, hat man keine Primfaktorzerlegung der Zahl {\displaystyle n} in {\displaystyle J(a,n)}, sodass sich das Jacobi-Symbol nicht auf das Legendre-Symbol zurückführen lässt. Zudem ist die oben angegebene geschlossene Darstellung für größere {\displaystyle a,n} nicht effizient genug.
Es gibt jedoch ein paar Rechenregeln, mit denen sich {\displaystyle J(a,n)} effizient bestimmen lässt. Diese Regeln ergeben sich unter anderem aus dem quadratischen Reziprozitätsgesetz, das auch für das Jacobi-Symbol seine Gültigkeit besitzt.
Das wichtigste Prinzip ist das folgende: Für alle ungeraden ganzen Zahlen {\displaystyle m,n} größer 1 gilt:
{\displaystyle \left({\frac {m}{n}}\right)=(-1)^{{\frac {(m-1)}{2}}{\frac {(n-1)}{2}}}\left({\frac {n}{m}}\right)}
Diese Regel ist das quadratische Reziprozitätsgesetz für das Jacobi-Symbol. Mit ihrer Hilfe, sowie wenigen weiteren Rechenregeln, lässt sich {\displaystyle J(a,b)} für alle {\displaystyle a,b} mit verhältnismäßig geringem Aufwand bestimmen, der vergleichbar mit dem des euklidischen Algorithmus zur Bestimmung des größten gemeinsamen Teilers ist. Die Rechenregeln, die zusätzlich benötigt werden, sind die folgenden:
- {\displaystyle \left({\frac {2}{n}}\right)=(-1)^{\frac {n^{2}-1}{8}}={\begin{cases}1,&n\equiv \pm 1{\pmod {8}}\\-1,&n\equiv \pm 3{\pmod {8}}\end{cases}}}
- {\displaystyle \left({\frac {-1}{n}}\right)=(-1)^{\frac {n-1}{2}}}
- {\displaystyle \left({\frac {1}{n}}\right)=1}
- {\displaystyle \left({\frac {a}{n}}\right)=\left({\frac {a\;\mathrm {mod} \;n}{n}}\right)}

Die oben stehende Regel folgt aus der Definition des Jacobi-Symbol über den Charakter. Der Zähler des Jacobi-Symbols ist nur ein Repräsentant der Gruppe {\displaystyle a+n\mathbb {Z} }; daher spielt es keine Rolle, welchen Repräsentanten man wählt.
- {\displaystyle \left({\frac {ab}{n}}\right)=\left({\frac {a}{n}}\right)\cdot \left({\frac {b}{n}}\right)} (Multiplikativität im Zähler)
- {\displaystyle \left({\frac {a}{mn}}\right)=\left({\frac {a}{m}}\right)\cdot \left({\frac {a}{n}}\right)} (Multiplikativität im Nenner)

Als Beispiel soll {\displaystyle J(127,703)} bestimmt werden:
{\displaystyle \left({\frac {127}{703}}\right)=(-1)^{{\frac {126}{2}}{\frac {702}{2}}}\left({\frac {703}{127}}\right)=-\left({\frac {703}{127}}\right)}
Da man den Repräsentanten im Zähler frei wählen darf, ist dies gleich
{\displaystyle -\left({\frac {68}{127}}\right)=-\left({\frac {2}{127}}\right)^{2}\cdot \left({\frac {17}{127}}\right)}
Da 2 zu 127 teilerfremd ist, ist J(2, 127) sicher nicht 0 und damit J(2, 127)2 = 1. Also fällt dieser Faktor weg und man erhält:
{\displaystyle -\left({\frac {17}{127}}\right)=-(-1)^{{\frac {126}{2}}{\frac {16}{2}}}\left({\frac {127}{17}}\right)=-\left({\frac {127}{17}}\right)=-\left({\frac {8}{17}}\right)=-\left({\frac {2}{17}}\right)^{3}}
Für die 2 im Zähler gibt es eine geschlossene Formel, daher erhält man schließlich:
{\displaystyle \left({\frac {127}{703}}\right)=-\left((-1)^{\frac {17^{2}-1}{8}}\right)^{3}=-1}

## Algorithmus – Berechnung des Jacobi-Symbols (a/b)
| 1  | Eingabe {\displaystyle x\gets a,\,y\gets b}                  | Eingabe {\displaystyle x\gets a,\,y\gets b}                                                                            | Eingabe {\displaystyle x\gets a,\,y\gets b}                                                                                 | Eingabe {\displaystyle x\gets a,\,y\gets b}                                                                                 | Eingabe {\displaystyle x\gets a,\,y\gets b}                                                                                 | Eingabe {\displaystyle x\gets a,\,y\gets b}                                                                                 | Eingabe {\displaystyle x\gets a,\,y\gets b}                                                                                 | Eingabe {\displaystyle x\gets a,\,y\gets b}                                                                                 |
| 2  | {\displaystyle J\gets 1}                                     | {\displaystyle J\gets 1}                                                                                               | {\displaystyle J\gets 1} | {\displaystyle J\gets 1} | {\displaystyle J\gets 1} | {\displaystyle J\gets 1} | {\displaystyle J\gets 1} | {\displaystyle J\gets 1} |
| 3  | if {\displaystyle y=1} then {\displaystyle x\gets 1}         | if {\displaystyle y=1} then {\displaystyle x\gets 1}                                                                   | if {\displaystyle y=1} then {\displaystyle x\gets 1}                                                                        | if {\displaystyle y=1} then {\displaystyle x\gets 1}                                                                        | if {\displaystyle y=1} then {\displaystyle x\gets 1}                                                                        | if {\displaystyle y=1} then {\displaystyle x\gets 1}                                                                        | if {\displaystyle y=1} then {\displaystyle x\gets 1}                                                                        | if {\displaystyle y=1} then {\displaystyle x\gets 1}                                                                        |
| 4  | while {\displaystyle x\neq 1} and {\displaystyle J\neq 0} do | while {\displaystyle x\neq 1} and {\displaystyle J\neq 0} do                                                           | while {\displaystyle x\neq 1} and {\displaystyle J\neq 0} do                                                                | while {\displaystyle x\neq 1} and {\displaystyle J\neq 0} do                                                                | while {\displaystyle x\neq 1} and {\displaystyle J\neq 0} do                                                                | while {\displaystyle x\neq 1} and {\displaystyle J\neq 0} do                                                                | while {\displaystyle x\neq 1} and {\displaystyle J\neq 0} do                                                                | while {\displaystyle x\neq 1} and {\displaystyle J\neq 0} do                                                                |
| 5  |                                                              | Berechne {\displaystyle q\in \mathbb {Z} ,\,r\in \mathbb {N} _{0},{\text{ wobei }}x=q\cdot y+r{\text{ und }}0\leq r<y} | Berechne {\displaystyle q\in \mathbb {Z} ,\,r\in \mathbb {N} _{0},{\text{ wobei }}x=q\cdot y+r{\text{ und }}0\leq r<y}      | Berechne {\displaystyle q\in \mathbb {Z} ,\,r\in \mathbb {N} _{0},{\text{ wobei }}x=q\cdot y+r{\text{ und }}0\leq r<y}      | Berechne {\displaystyle q\in \mathbb {Z} ,\,r\in \mathbb {N} _{0},{\text{ wobei }}x=q\cdot y+r{\text{ und }}0\leq r<y}      | Berechne {\displaystyle q\in \mathbb {Z} ,\,r\in \mathbb {N} _{0},{\text{ wobei }}x=q\cdot y+r{\text{ und }}0\leq r<y}      | Berechne {\displaystyle q\in \mathbb {Z} ,\,r\in \mathbb {N} _{0},{\text{ wobei }}x=q\cdot y+r{\text{ und }}0\leq r<y}      | Berechne {\displaystyle q\in \mathbb {Z} ,\,r\in \mathbb {N} _{0},{\text{ wobei }}x=q\cdot y+r{\text{ und }}0\leq r<y}      |
| 6  |                                                              | if {\displaystyle r=0} then {\displaystyle J\gets 0}                                                                   | if {\displaystyle r=0} then {\displaystyle J\gets 0}                                                                        | if {\displaystyle r=0} then {\displaystyle J\gets 0}                                                                        | if {\displaystyle r=0} then {\displaystyle J\gets 0}                                                                        | if {\displaystyle r=0} then {\displaystyle J\gets 0}                                                                        | if {\displaystyle r=0} then {\displaystyle J\gets 0}                                                                        | if {\displaystyle r=0} then {\displaystyle J\gets 0}                                                                        |
| 7  |                                                              | else | else | else | else | else | else | else |
| 8  |                                                              | | Berechne {\displaystyle k,x'\in \mathbb {N} _{0},{\text{ wobei }}r=2^{k}\cdot x'{\text{ und }}x'{\text{ ungerade}}}         | Berechne {\displaystyle k,x'\in \mathbb {N} _{0},{\text{ wobei }}r=2^{k}\cdot x'{\text{ und }}x'{\text{ ungerade}}}         | Berechne {\displaystyle k,x'\in \mathbb {N} _{0},{\text{ wobei }}r=2^{k}\cdot x'{\text{ und }}x'{\text{ ungerade}}}         | Berechne {\displaystyle k,x'\in \mathbb {N} _{0},{\text{ wobei }}r=2^{k}\cdot x'{\text{ und }}x'{\text{ ungerade}}}         | Berechne {\displaystyle k,x'\in \mathbb {N} _{0},{\text{ wobei }}r=2^{k}\cdot x'{\text{ und }}x'{\text{ ungerade}}}         | Berechne {\displaystyle k,x'\in \mathbb {N} _{0},{\text{ wobei }}r=2^{k}\cdot x'{\text{ und }}x'{\text{ ungerade}}}         |
| 9  |                                                              | | if {\displaystyle k\equiv 1{\text{ mod }}2} and {\displaystyle y\equiv \pm 3{\text{ mod }}8} then {\displaystyle J\gets -J} | if {\displaystyle k\equiv 1{\text{ mod }}2} and {\displaystyle y\equiv \pm 3{\text{ mod }}8} then {\displaystyle J\gets -J} | if {\displaystyle k\equiv 1{\text{ mod }}2} and {\displaystyle y\equiv \pm 3{\text{ mod }}8} then {\displaystyle J\gets -J} | if {\displaystyle k\equiv 1{\text{ mod }}2} and {\displaystyle y\equiv \pm 3{\text{ mod }}8} then {\displaystyle J\gets -J} | if {\displaystyle k\equiv 1{\text{ mod }}2} and {\displaystyle y\equiv \pm 3{\text{ mod }}8} then {\displaystyle J\gets -J} | if {\displaystyle k\equiv 1{\text{ mod }}2} and {\displaystyle y\equiv \pm 3{\text{ mod }}8} then {\displaystyle J\gets -J} |
| 10 |                                                              | | if {\displaystyle x'=1} then {\displaystyle x\gets 1}                                                                       | if {\displaystyle x'=1} then {\displaystyle x\gets 1}                                                                       | if {\displaystyle x'=1} then {\displaystyle x\gets 1}                                                                       | if {\displaystyle x'=1} then {\displaystyle x\gets 1}                                                                       | if {\displaystyle x'=1} then {\displaystyle x\gets 1}                                                                       | if {\displaystyle x'=1} then {\displaystyle x\gets 1}                                                                       |
| 11 |                                                              | | else | else | else | else | else | else |
| 12 |                                                              | | | if {\displaystyle {\frac {x'-1}{2}}\cdot {\frac {y-1}{2}}\equiv 1{\text{ mod }}2} then {\displaystyle J\gets -J}            | if {\displaystyle {\frac {x'-1}{2}}\cdot {\frac {y-1}{2}}\equiv 1{\text{ mod }}2} then {\displaystyle J\gets -J}            | if {\displaystyle {\frac {x'-1}{2}}\cdot {\frac {y-1}{2}}\equiv 1{\text{ mod }}2} then {\displaystyle J\gets -J}            | if {\displaystyle {\frac {x'-1}{2}}\cdot {\frac {y-1}{2}}\equiv 1{\text{ mod }}2} then {\displaystyle J\gets -J}            | if {\displaystyle {\frac {x'-1}{2}}\cdot {\frac {y-1}{2}}\equiv 1{\text{ mod }}2} then {\displaystyle J\gets -J}            |
| 13 |                                                              | | | {\displaystyle x\gets y} | {\displaystyle x\gets y} | {\displaystyle x\gets y} | {\displaystyle x\gets y} | {\displaystyle x\gets y} |
| 14 |                                                              | | | {\displaystyle y\gets x'}                                                                                                   | {\displaystyle y\gets x'}                                                                                                   | {\displaystyle y\gets x'}                                                                                                   | {\displaystyle y\gets x'}                                                                                                   | {\displaystyle y\gets x'}                                                                                                   |
| 15 | Ausgabe {\displaystyle J}                                    | Ausgabe {\displaystyle J}                                                                                              | Ausgabe {\displaystyle J}                                                                                                   | Ausgabe {\displaystyle J}                                                                                                   | Ausgabe {\displaystyle J}                                                                                                   | Ausgabe {\displaystyle J}                                                                                                   | Ausgabe {\displaystyle J}                                                                                                   | Ausgabe {\displaystyle J}                                                                                                   |